# Felix Kersten

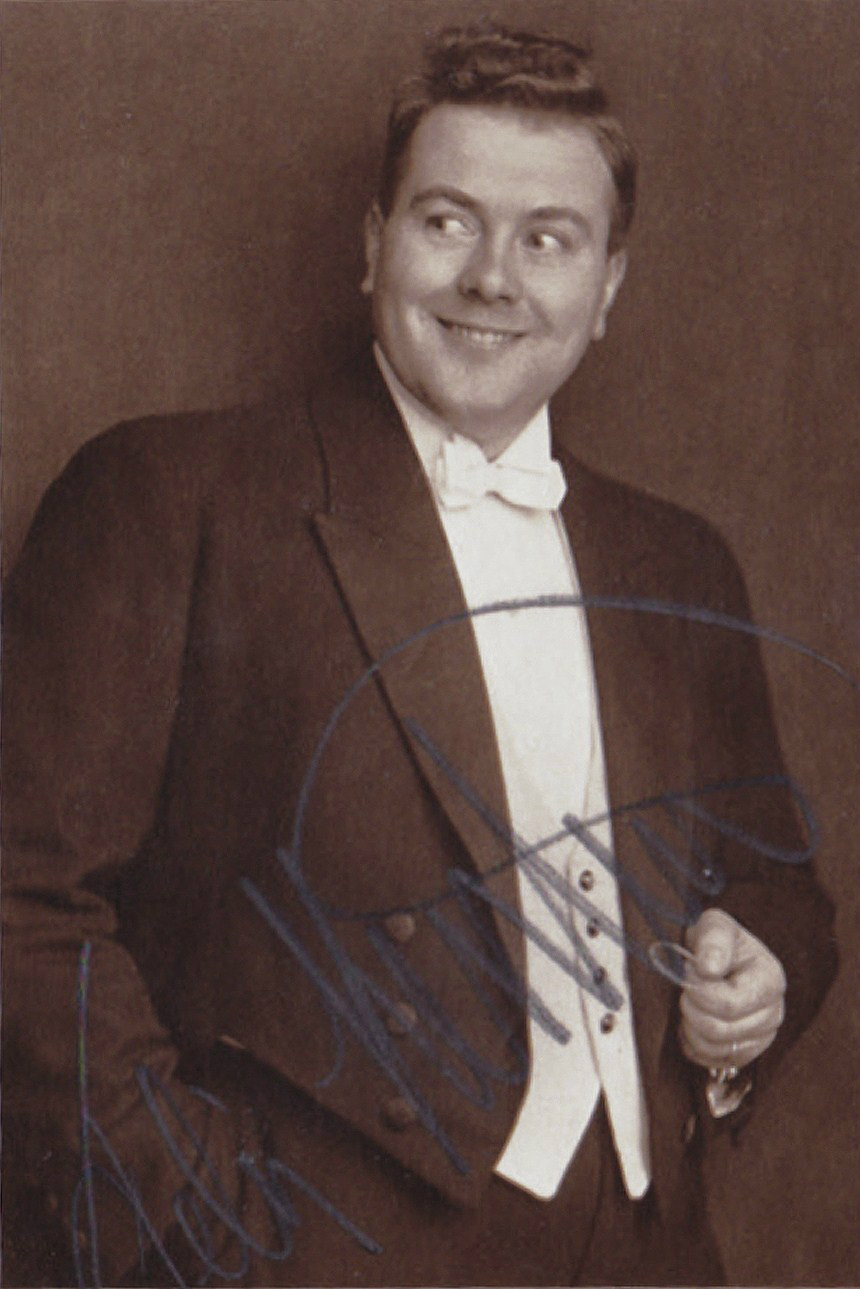
Felix Kersten (1920)

Eduard Alexander Felix Kersten (* 30. September 1898 in Dorpat, Gouvernement Livland; † 16. April 1960 in Hamm) war ein Massagetherapeut, der als persönlicher Masseur des Reichsführers SS Heinrich Himmler Bekanntheit erlangte. Er soll nach eigener Aussage für die Rettung zahlreicher Juden und KZ-Häftlinge verantwortlich gewesen sein. Der Quellenwert seiner nach dem Krieg veröffentlichen Memoiren wird angezweifelt.

## Leben

### Jugend und frühe Karriere
Felix Kersten wurde als Sohn des Landwirts und Gutsverwalters Friedrich Ferdinand Kersten und dessen Ehefrau Olga Maria Charlotte, geb. Stübing, in Dorpat (heute Tartu, Estland) geboren. Nach dem Besuch des Progymnasiums in Wenden absolvierte er ab 1914 ein Studium der Landwirtschaft. Er schloss sich 1919 einer finnisch-estnischen Freischärler-Truppe namens Pohjan Pojat („Söhne des Nordens“) an, die für die Unabhängigkeit Estlands kämpfte. Auf Fürsprache des Kommandeurs Oberst Hans Kalm erhielt Kersten die finnische Staatsbürgerschaft. Zu der Zeit erkrankte er an Gelenkrheumatismus. Die Behandlung dieses Gebrechens veranlasste ihn, sich nach seiner Genesung in Helsingfors zum Massagetherapeuten ausbilden zu lassen. An anderer Stelle schreibt Kersten, dass er sich aus Langeweile in der Massagetherapie versucht hätte.
Wie Nachforschungen und Dokumente aus dem finnischen Staatsarchiv ergaben, trat Kersten im Juni 1919 erstmals in Finnland auf und bediente sich des Militärpasses eines Edvard Alexander Kersten, der seit 1914 im Militär gedient hatte. Als Kersten von der finnischen Regierung die Anerkennung seiner Dienstjahre seit 1914 beantragte, stellte die innere Kontrolle der finnischen Armee fest, dass der Militärpass einer anderen Person gehörte und fälschlich von Kersten benutzt wurde, was dieser auch zugab. Kersten musste die finnische Armee verlassen. Bevor diese weitere Nachforschungen anstellen konnte, hatte Kersten im Frühjahr 1922 das Land verlassen.
Von 1923 bis 1925 setzte er seine Ausbildung in Berlin fort, zuletzt bei dem bekannten chinesischen Arzt B. Ko. Als Ko nach China zurückkehrte, konnte Kersten einen Teil von dessen Patienten übernehmen und eine internationale Praxis aufbauen. Zu seinen ersten aristokratischen Patienten gehörte Adolf Friedrich, der ehemalige Herzog von Mecklenburg. Dieser empfahl ihn an seinen Bruder Hendrik, Gemahl der Königin der Niederlande, weiter, wo er zum ständigen gesundheitlichen Betreuer und Berater der königlichen Familie avancierte. Im Jahr 1928 zog Kersten in die Niederlande. Im folgenden Jahr veröffentlichte er das Büchlein Die manuelle Therapie und bezeichnete sich als „finnischer Massage-Therapeut“. Erst 1934 zog er zurück nach Deutschland, wo er 80 km nördlich von Berlin bei Dollgow (Kreis Ruppin) das Gut Hartzwalde erwarb. Am 7. August 1937 heiratete Kersten die aus Fischbach bei Hirschberg im Riesengebirge stammende Irmgard Anna Margarethe Neuschäffer. Das Paar hatte drei Söhne: Ulf-Peter (* 1938); Arno-Alexander (* 1940) und Andreas Kersten (* 1943).

### Rolle im Zweiten Weltkrieg
Durch Vermittlung von August Diehn wurde Kersten 1939 bei Himmler eingeführt, der an Magenkrämpfen litt. Er behandelte Himmler auch während des Zweiten Weltkrieges und verbrachte des Öfteren längere Zeit in Himmlers Hauptquartier. Einer seiner Patienten war auch der Industrielle Friedrich Flick. Im Oktober 1942 fuhr Kersten mit Himmler nach Rom, wo auch Galeazzo Ciano und andere führende Persönlichkeiten des Faschismus seine Patienten wurden. In der letzten Phase des Kriegs spielte er schließlich eine wichtige Vermittlerrolle bei den Kontakten, die Himmler mit der schwedischen Regierung anknüpfte. 1943 ließ Kersten sich in Stockholm nieder, wo er auch nach dem Krieg seine Praxis fortsetzte.
Das schwedische Komitee des World Jewish Congress hatte erfahren, dass Kersten im Auftrag des schwedischen Außenministeriums bei der Rettung mehrerer inhaftierter Personen aus deutschen Gefängnissen und Konzentrationslagern mitgewirkt hatte. Gilel Storch, ein lettischer Geschäftsmann jüdischen Glaubens, trat daher mit Kersten in Verbindung, der sich bereit erklärte, mit Himmler über eine Verbesserung der Lage der Juden in den Konzentrationslagern zu verhandeln. Anfang März 1945 vermittelte Kersten ein Treffen zwischen einem Vertreter des WJC und Himmler. Diese Verhandlungen, die Himmler u. a. mit Norbert Masur auf Gut Hartzwalde führte, haben vermutlich dazu beigetragen, dass die Deutschen einige Konzentrationslager kampflos übergaben. Walter Schellenberg, der bei Folke Bernadotte Zuflucht gefunden hatte, fertigte ein Manuskript zu der Rettungsaktion der Weißen Busse vom März/April 1945 an, das unter Bernadottes Namen mit dem Titel Slutet (Ende) am 15. Juni 1945 veröffentlicht wurde. Kersten, Masur und Storch wurden darin namentlich nicht genannt. 
Außenstehende in Schweden wussten von Kerstens häufigen Reisen nach Deutschland und betrachteten ihn als Nationalsozialisten. Am 13. oder 14. Juni 1945 erhielt Kersten einen Anruf von Folke Bernadotte, den Kersten dahingehend interpretierte, dass ihm als finnischem Staatsbürger die Ausweisung nach Finnland drohe, wo ihn aufgrund seiner Beziehungen zu Himmler die sowjetische Gefangenschaft erwartete. In seiner Not wandte er sich an den niederländischen Baron van Nagell (der frühere Botschafter der Niederlande), der sich beim schwedischen Außenminister Christian Günther für ihn einsetzte. Die neue schwedische Regierung lehnte Kerstens Gesuch um die schwedische Staatsbürgerschaft ab. Kersten lebte danach in den Niederlanden.

### Nach dem Krieg
Nachdem die niederländische Öffentlichkeit auf seine Person aufmerksam geworden war, erschienen seine Memoiren zuerst in niederländischer Sprache (Klerk en Beul), später auch in anderen Sprachen. 1952 in Deutsch mit dem Titel Totenkopf und Treue. Heinrich Himmler ohne Uniform. Aus den Tagebuchblättern des finnischen Medizinalrates Felix Kersten. Sie wurden als eine wichtige historische Quelle für den SS-Komplex und insbesondere für Himmler angesehen. Laut dem Historiker und Journalisten Loe de Jong war allerdings nur Nicolaas Wilhelmus Posthumus von der Richtigkeit der Memoiren überzeugt, die sich in nicht unwesentlichen Punkten in den verschiedenen Übersetzungen unterschieden.
Der deutsche NS-Historiker Peter Longerich urteilte 2010 über die Zuverlässigkeit der Memoiren in seiner Himmler-Biographie:

„Unter den Händen des Masseurs, der, zwei Jahre älter als Himmler und von massiger Gestalt, eine beruhigende Ausstrahlung hatte, entspannte sich Himmler im Allgemeinen, und Kersten nutzte die Behandlungen, um ein Vertrauensverhältnis zum Reichsführer aufzubauen. Ob Himmler ihm dabei tatsächlich, wie Kersten in seinen Memoiren behauptete, tiefere Einblicke in seine Gedankenwelt gewährte oder ob Kersten sich diese Gespräche nach Kriegsende ausdachte, muss allerdings dahingestellt bleiben; jedenfalls sollte Kersten insbesondere in der Endphase des Krieges für Himmler wichtige Dienste bei der Vermittlung von Auslandskontakten übernehmen“

De Jong, der damals am Riod (Niederländisches Institut für Kriegsdokumentation) arbeitete, überprüfte um 1970 Kerstens „Dokumente“ zu dessen erfolgreichem Engagement gegen einen vermeintlichen Deportationsplan der Nationalsozialisten, der die Umsiedlung der (je nach Version) vollständigen holländischen Bevölkerung vorsah. Er stellte fest, dass der Plan und seine Belege ein Konstrukt („…Textstücke mit einem großenteils, wenn nicht ganz, zusammenphantasierten Inhalt…“) sind, die Kersten dank seiner überzeugenden Darstellung und wahrscheinlich Geldzuwendungen an Posthumus der holländischen Historikerkommission plausibel zu machen gewusst hatte. Somit war der 1950 verliehene Oranien-Nassau-Orden unverdient. De Jongs Untersuchungsergebnis wurde aus Gründen der Peinlichkeit in den Niederlanden kaum diskutiert.
Am 17. August 1950 empfing Kersten auf dem Schloss Soestdijk bei Amsterdam aus der Hand von Prinz Bernhard die Ernennung zum Großoffizier des Ordens von Oranien-Nassau für seine „Taten im Namen der Menschlichkeit“ und „in Dankbarkeit für die geschichtlich einmaligen Verdienste um Holland“. Kersten wurde in Finnland mit dem Titel Lääkintöneuvos (wörtlich „Medizinalrat“) und der Ernennung zum Kommandeur des Ordens der Weißen Rose geehrt.
Schon 1945 hatte Kersten, der in den Nachkriegsjahren ein kleines Landgut in der Nähe von Stockholm erworben hatte, die schwedische Staatsbürgerschaft beantragt, was gewisse politische Kreise in Schweden wegen Kerstens Zwielichtigkeit und Nähe zu Himmler ablehnten bzw. immer wieder verzögerten. Ein neuer Vorstoß und Antrag Kerstens wurde noch 1952 nach einer Debatte vom Stockholmer Riksdag abgelehnt. Kersten trat jetzt mit einem Brief des Grafen Bernadotte – der 1948 ermordet wurde und auf die Anschuldigungen somit nicht mehr reagieren konnte – an die Öffentlichkeit, den Bernadotte angeblich im März 1945 an Himmler geschrieben hatte und in dem er sich und den schwedischen Staat aufs Äußerste diskreditierte. Er sagte darin, dass Schweden an entlassenen Juden so wenig wie Himmler selbst interessiert sei, nur der Privatmann Kersten habe auf eigene Faust die jüdischen Gefangenen ins Gespräch gebracht. Als „Zugabe“ für Himmler habe Bernadotte noch eine kleine Skizze von London mit lohnenden Zielen für die deutschen V2-Raketen beigelegt. Wieder befand eine Kommission nach Befragung einiger Zeugen den Brief, der nur als Abschrift einer Abschrift vorlag, trotz seines absurden Inhalts für echt, und die Schweden machten Kersten, diesmal mehr oder weniger stillschweigend, 1953 zu ihrem Mitbürger. Erst 1978 fand der englische Historiker Gerald Fleming heraus, dass der sogenannte „Bernadotte-Brief“ ebenfalls eine Fälschung von Kerstens Hand ist. Auch dieses Untersuchungsergebnis, das unwidersprochen blieb, drang kaum an die Öffentlichkeit.
Kersten konnte sich weiter dem Aufbau einer umfangreichen internationalen Praxis widmen und gab dazu 1958 das Buch Die Heilkraft der Hand heraus. Von seinem Patienten Himmler ist darin nichts zu lesen.
Felix Kersten starb mit 61 Jahren in Hamm in Nordrhein-Westfalen.

## Rezeption
- 1958 sendete der WDR ein Feature von 60 min. über Felix Kersten
- 1998 brachte Arto Koskinen in Finnland den Film Kuka oli Felix Kersten? („Wer war Felix Kersten?“) heraus.
- Am 18. Januar 1999 sendete der WDR: Himmlers Masseur und Schwedens Extratour; Wie Gilel Storch mehr als zehntausend Juden vor den Nazis rettete (Tagebuch-Aufzeichnungen von Olof Palme haben diesen Film aus Archiv-Material und nachgestellten Spielszenen möglich gemacht.)
- Im April 2013 sendete der Deutschlandfunk ein Feature über Himmlers Masseur.[12]

### Ehrungen
- Eisernes Kreuz 2. Klasse
- Ehrenkreuz für Kriegsteilnehmer
- Goldenes Ehrenkreuz des Kgl. Niederländ. Roten Kreuzes
- Kommandeur im Finnischen Orden der Weißen Rose
- Großoffizier des Ordens von Oranien-Nassau
- Lääkintöneuvos (Ehrentitel in Finnland)

## Werke
Es handelt sich bei den Schriften und insbesondere bei den Memoiren um teilweise nicht unerheblich voneinander abweichende Fassungen: (vgl. Kritik in De Jong)
- Die manuelle Therapie. 1929
- The Memoirs of Dr. Felix Kersten. New York 1947 / englisch mit Einleitung v. Konrad Heiden.

Totenkopf und Treue. Hamburg 1953, ist eine stark erweiterte Fassung der „Kersten-Memoirs“.
The Kersten Memoirs 1940–1945. Mit einer Einleitung von Hugh Trevor-Roper. 1957
- Samtal med Himmler. Stockholm 1947.
- Klerk en beul – Himmler van nabij. Amsterdam 1948.
- Die Heilkraft der Hand. Ulm 1958